# Martina Casiano Mayor
Martina Casiano Mayor (Madrid, 1881-???) fou una mestra espanyola.
Al 1898 va obtenir el títol de mestra elemental, l'any següent el de mestra superior i a 1901 va aprovar la revàlida de Grau Normal. Va obtenir per oposició una plaça de mestra d'escola elemental de xiquetes d'un poble de Conca en 1905, que no va ocupar perquè eixe mateix any va obtenir una altra plaça com a professora a l'Escola Normal de Bilbao. No va poder incorporar-se perquè el centre va rebutjar el seu nomenament i, sols després d'una ratificació del Ministeri d'Instrucció Pública, la deixaren ocupar el seu lloc on va desenvolupar la major part de la seua carrera professional.
Va ser la primera dona i la segona persona que va obtenir una beca com a pensionada a la Junta d'Ampliació d'Estudis (JAE) que va desenvolupar al Laboratori d'Anàlisi Químic de la Facultat de Farmàcia de la Universitat de Madrid. Va estudiar pel seu compte francès i alemany, estava al dia del moviment científic a Alemanya que considerava un model a imitar. Anà becada un any a la Universitat de Leipzig i a la seua tornada a Espanya escrigué una memòria del treball que va desenvolupar allí titulada La enseñanza de las ciencias, que es conserva als arxius de la JAE. Arran d'aquesta memòria al 1915 va publicar a Bilbao Experimentos de Física, primer tractat experimental de Física escrit per una dona a Espanya.
L'any 1912 va ser admesa a la Reial Societat Espanyola de Física i Química, sent la primera dona membre d'aquesta societat. Els anys següents va ser secretària de l'Escola Normal de Bilbao i membre de nombrosos tribunals d'oposició així com vocal de la Junta de Protecció de la Infància de Biscaia. Des de 1923 es va fer càrrec de l'Estació Mateorològica de Bilbao de l'Institut Geogràfica.
A la Guerra Civil va intentar escapar al vaixell mercant Galdamés que va ser capturat pels sublevats, les persones ocupants van ser detingudes, algunes empresonades i altres afusellades. Martina Casiano, que viatjava amb la seua germana va sobreviure, però va ser sotmesa a un expedient de depuració, se li va imposar una sanció de suspensió de sou i feina. Posteriorment, la traslladaren forçosament a l'Escola Normal de Cadis on va arribar a ser catedràtica numerària de ciències i va treballar fins que es va jubilar al 1950.